# Esaul
Esaul (in russo есаул?, in ucraino осавул?, osavul) è un grado militare nelle unità cosacche russe e ucraine, il cui nome deriva dal termine turco yasaul (capo). Il grado venne istituito per la prima volta da Stefan Batory, Re di Polonia nel 1576 tra i cosacchi registrati del Sič di Zaporižžja.
Il termine viene di nuovo utilizzato all'interno dei Cosacchi registrati della Federazione Russa.

## Ucraina

### Sič di Zaporižžja
Nella Regione di Zaporižžja nel XVI e fino al XVIII secolo, gli osavuli erano ufficiali cosacchi.
Il Vijs'kovyj osavul era, tra i nel Cosacchi di Zaporižžja, un funzionario eletto che ricopriva una delle più importanti posizioni militari-amministrative. Il Vijs'kovyj osavul era un assistente del Koševoj ataman. Secondo la gerarchia del Sič di Zaporižžja era la quarta carica e il vero "braccio destro" dell'hetman.

### Etmanato cosacco e Sloboda Ucraina
Nell'Ucraina del XVII e XVIII secolo, nell'Etmanato cosacco e nella Sloboda Ucraina un osavul era un funzionario militare e amministrativo che svolgeva le funzioni di aiutante di campo. Il capo dello stato, l'Hetman, poteva nominare fino a due osavul denominati Osaul generale. C'erano anche un Osaul di reggimento (polkovoj esaul) e un Osaul di compagnia (sotennij esaul), in ogni reggimento (Polk) e ogni compagnia (Sotnja) di cosacchi regolari, tranne che nell'artiglieria, che ne aveva due ciascuno. Accanto a loro c'erano degli osavul con incarichi speciali, uno di loro serviva per il generale Obozny (quartiermastro) che svolgeva funzioni di amministratore delegato ed era il secondo per importanza dopo l'Hetman.

### Repubblica popolare ucraina
Nelle truppe della Repubblica Popolare Ucraina nel 1917-1920 Osavul era un grado militare con responsabilità da tenente colonnello dell'esercito e, dal 1920 da maggiore.

## Russia

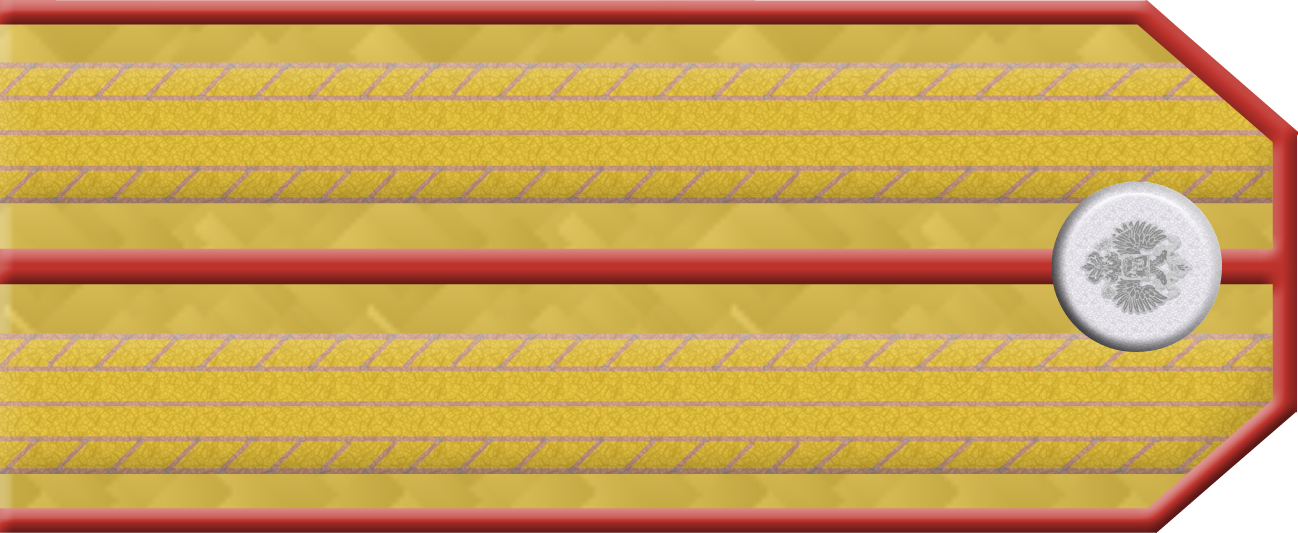
Distintivo per controspallina di esaul dell’armata imperiale russa all'inizio del XX secolo

Nell'Impero russo il termine originariamente designava un aiutante di campo e a questo titolo potevano corrispondere i seguenti gradi:
1. Генеральный есаул (General'nj esaul) - esaul generale
2. Походный есаул (Pochodnij esaul) - esaul di campagna
3. Войсковой есаул (Vojskovoj esaul) - esaul d'armata
4. Полковой есаул (Polkovoj esaul) - esaul di reggimento
5. Артиллерийский есаул (Artillerijskij esaul) - esaul di artiglieria
6. Сотенный есаул (Sotennij esaul) - esaul di sotnja
7. Станичный есаул (Staničnij esaul) - esaul di stanica

Il generale Esaul era un assistente dell'hetman cosacco. In tempo di pace, i suoi compiti includevano l'ispezione dei reggimenti cosacchi e durante la guerra c'erano diversi reggimenti sotto il suo comando. In assenza dell'hetman, l'Esaul generale comandava l'intero esercito. L'Esaul generale anziano conservava il bastone dell'hetman, segno del potere dell'hetman. La posizione durò fino all'abolzione ufficiale  dell'etmanato nel 1764.

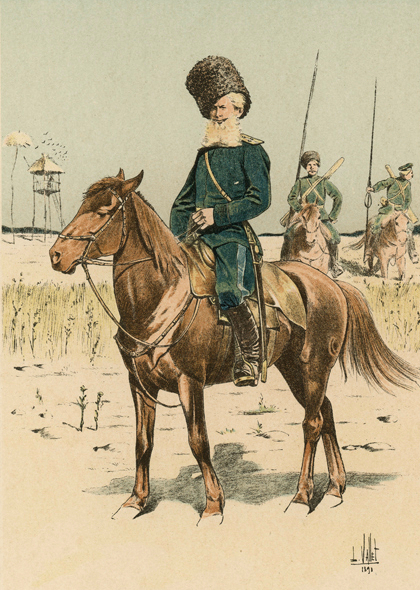
Esaul cosacco alla guida di una pattuglia

Il Vojskovoj esaul del XVI secolo era, nel Sič di Zaporižžja, un assistente del Koševoj ataman.
Il Polkovoj esaul era un assistente del comandante del reggimento (Polk), un Polkovnik (colonnello) cosacco. Nel reggimento cosacco, generalmente, c'erano due polkovoj esaul.
Nell'impero russo nel 1775, con decreto emanato su proposta del principe Potëmkin, Il polkovoj esaul venne equiparato agli ufficiali dell'esercito imperiale.
Nel 1798 il grado di esaul era pari al grado di Rotmistr (capitano) di cavalleria, conferendo alla carica nobiltà ereditaria.
Dopo il 1884, quando il grado di maggiore fu abolito nell'esercito, il grado di esaul era uguale al grado di capitano, ma iniziò a corrispondere al moderno grado di maggiore.
| Sequenza dei gradi dei cosacchi nell'Impero russo |               |                                                          |
| grado inferiore: Pod'esaul (Подъесаул)            | Esaul (Есаул) | grado superiore: Vojskovoj staršina (Войсковой старшина) |

Nella Tavola dei ranghi dell'Impero russo il grado di Esaul apparteneva alla classe IX dal 1798 fino al 1884, quando venne elevato alla classe VIII.